# Hans Otte
Hans Günther Franz Otte (ur. 3 grudnia 1926 w Plauen, zm. 25 grudnia 2007 w Bremie) – niemiecki kompozytor i pianista.

## Życiorys
Studiował w Weimarze (1946–1947), Stuttgarcie (1948–1950) i na Yale University (1950–1951). Jego nauczycielami byli Johann Nepomuk David i Paul Hindemith (kompozycja), Walter Gieseking i Bronisław Poźniak (fortepian) oraz Hermann Abendroth (dyrygentura) i Fernando Germani (organy). W 1959 roku przebywał na stypendium w Rzymie. Przez wiele lat koncertował i nagrywał jako pianista. Od 1959 do 1984 roku kierował redakcją muzyczną radia w Bremie. Był propagatorem muzyki współczesnej. W 1961 roku zorganizował w Bremie cieszący się międzynarodowym uznaniem festiwal Pro Musica Nova, gdzie wykonywano odrzucane na kursach darmsztadzkich utwory Johna Cage’a i La Monte Younga.

## Twórczość
Początkowo pozostawał pod wpływem Paula Hindemitha, później przeszedł na pozycje awangardowe, adaptując serializm i aleatoryzm. W latach 60. w poszukiwaniu nowych środków wyrazu zaczął komponować utwory multimedialne, z eksperymentalnymi tekstami, dźwiękiem i instalacjami świetlnymi. W latach 80. zainteresował się medytacją zen, w konsekwencji zbliżając się do nurtu new age.

## Wybrane kompozycje
(na podstawie materiałów źródłowych)

### Utwory orkiestrowe
- realisationen na fortepian i orkiestrę (1956)
- momente (1958)
- ensemble ma smyczki (1961)
- passages na fortepian i orkiestrę (1965–1966)
- Buch (1968)
- zero na orkiestrę i chór (1971)
- terrain (1974)

### Utwory kameralne
- montaru na 2 fortepiany, instrumenty dęte blaszane i perkusję (1955)
- folie et sens na trio fortepianowe (1955–1956)
- daidalos na fortepian, gitarę, harfę i 2 perkusje (1960)
- tropismen II na fortepian, instrumenty dęte blaszane, perkusję i smyczki (1960)
- valeurs na instrumenty dęte (1969)
- rendezvous na zespół kameralny (1969)
- text na perkusję (1973)
- orient: occident na 2 instrumenty dęte i taśmę (1978)
- einklang na akustyczne i elektroniczne instrumenty smyczkowe (1979), także wersja na 2 grupy instrumentów dętych i taśmę (1979)
- wassermann-musik na harfę (1984)
- text na wibrafon (1986)
- eins na flet altowy (1987)
- septuor na flet, klarnet, perkusję, fortepian, skrzypce, wiolonczelę i harfę (1988)
- phoenix-piece na klarnet (1989)
- alltagmusik na skrzypce (1992)

### Utwory fortepianowe
- dromenon na 3 fortepiany (1957)
- tropismen I (1959)
- interplay dla 2 pianistów (1962)
- face à face na fortepian i taśmę (1965)
- biographie na fortepian i taśmę (1976)
- das buch der klänge (1979–1982)
- Stundenbuch (1998)

### Utwory organowe
- touches (1965)
- minimum: maximum dla 2 organistów grających na 2 organach (1973)
- sounds (1992)

### Utwory wokalno-instrumentalne
- tasso concetti na sopran, flet, fortepian i perkusję (1961)
- modell – eine probe aufs exempel na 2 śpiewaków i 2 pianistów (1965)
- schrift na chór, światła, głośnik i organy (1976)
- siebengesang na 3 śpiewaków, fortepian i 3 instrumenty dęte blaszane (1985)
- philharmonie na chór i orkiestrę (1986)
- das lied der welt na 10 chórów (1986)

### Dzieła sceniczne
- alpha omega na 12 tancerzy, 12 głosów męskich, perkusję i organy (1962)
- nolimetangere dla aktorki, pianisty, filmu i taśmy (1967)
- nature morte „Ein Lernprozess” dla 4 aktorek, 2 organów elektrycznych i obiekty (1970)
- déjà vu „Ein Theater in 5 Szenen” dla śpiewaka, na przeźrocza i głośnik (1971)
- schrift na 4 chóry 10-głosowe, przeźrocza i organy (1975)
- utwór radiofoniczny voicing (1988)
- jetzt „Wahrnehmungstheater” (1992)
- teatr wokalny im garten den klänge (1993)